# Aparecida FC
El Aparecida FC es un equipo de fútbol de Portugal que juega en el Campeonato de Portugal, la cuarta división nacional.

## Historia
Fue fundado el 1 de mayo de 1931 en la ciudad de Torno, Lousada y actualmente es uno de los equipos más viejos de Lousada, donde siempre estuvo en las divisiones regionales de Oporto durante el siglo XX.
Fue hasta la temporada 2024/25 que el club abandonó las divisiones regionales cuando fue campeón de Oporto y campeón de copa, lo que le da la clasificación a la Copa de Portugal por primera vez en su historia.

## Palmarés
- Liga Regional de Oporto: 1

2024/25
- Copa de Oporto: 1

2024/25

## Otras secciones deportivas
Desde el 2018 cuenta con una sección de eSports, que cuenta con una academia con más de 200 jugadores inscritos en la Asociación de Oporto.